# Kretzschau
Kretzschau é um município da Alemanha, situado no distrito de Burgenlandkreis, no estado de Saxônia-Anhalt. Tem 27,76 km² de área, e sua população em 2019 foi estimada em 2.424 habitantes.